# Erario
Il termine Erario (dal latino ærarium ovvero " riserva di monete", che deriva a sua volta etimologicamente da aes "bronzo", in riferimento alle prime monete romane coniate in bronzo) indica genericamente il patrimonio e la gestione delle finanze dello stato.

## Evoluzione del termine
Oggi, nel XXI secolo, l'erario non è più uno strumento di conservazione delle finanze pubbliche come poteva essere nel periodo dell'impero romano, e non identifica nemmeno più un ramo specifico dell'amministrazione finanziaria. 
La sua valenza è meramente terminologica, quindi il vocabolo "erario" viene spesso usato per esprimere una concezione storica della gestione del "tesoro pubblico", oppure come sinonimo di "finanze dello Stato". Nell'ambito legislativo si è imposto maggiormente l'utilizzo dell'aggettivo "erariale", infatti si parla di imposte erariali sui terreni e sui fabbricati per distinguerle da quelle riscosse dagli enti locali.

## Storia

### Antica Roma
La prima notizia sull'Aerarium ci viene fornita da Tito Livio, al tempo dell'età regia di Roma con Servio Tullio.
Sappiamo, perché ce ne dà notizia appunto Tito Livio, che il tesoro veniva custodito, dopo l'incendio del 387 a.C., nel tempio di Saturno nel Foro. Quindi fu collocato fisicamente sotto la protezione di Saturno, probabilmente per buono auspicio in riferimento al mito secondo il quale durante la reggenza terrestre di questa divinità il popolo poté godere di una vera e propria età dell'oro.
Inoltre bisogna ricordare che nel periodo romano il controllo della cassa fu affidato a diversi funzionari che ne cambiarono progressivamente lo scopo, facendone perdere l'utilità.

#### Età repubblicana
Inizialmente l'erarium era considerato proprietà dell'intero popolo romano, e per questo posto sotto il controllo dei quaestores che raccoglievano i tributi nelle province. I quaestores erano direttamente sorvegliati dal Senato.

#### Età del principato
Con l'avvento del principato iniziarono a distinguersi due aree, l'area dell'entrate pubbliche e quella dell'entrate del Principe.
Augusto iniziò a voler diminuire l'ingerenza del Senato sul erario affidandolo a due pretori, il loro incarico durava circa tre anni. 
In questo periodo sì iniziarono a creare diverse casse pubbliche ed a porle sotto il controllo di funzionari del Principe, così si diminuì ulteriormente l'efficacia dell'aerarium. Infatti nel 6 d.C. si costituì l'aerarium militare, le cui entrate provenivano dalle imposte sulle successioni e sulle vendite e serviva per pagare gli stipendi ed il premio di congedo ai veterani delle legioni.

#### Età imperiale
L'imperatore Claudio, nel 41 d.C., proseguì nella costituzione di altre casse pubbliche chiamate fisci.
Il termine fisci veniva utilizzato per sottolineare la pluralità di questi strumenti di conservazione, e diversificarne la funzione dal fisco.
Diocleziano soppresse l'aerarium, perché tutte le entrate si concentravano nel fisco, ovvero la cassa dell'imperatore.

### Medioevo
Nel Medioevo l'erario non ebbe molta fortuna, venne sostituito dal fisco, sia dal punto di vista della terminologia legale che da quello della funzione.
Tuttavia rimase presente in un linguaggio colto, che aiutò a preservare il carattere generale del vocabolo.

### Età moderna
Nell'età moderna, nel periodo del Regno di Sardegna, riaffiorò il termine "erario" con l'avvocatura erariale.
Infatti nel linguaggio giuridico, si iniziò a fare largo uso dell'aggettivo "erariale" che è presente tuttora in diverse norme dell'ordinamento, mentre il termine erario assunse una connotazione storica e generalista.